# Массімо Марджотта
Массімо Марджотта (ісп. Massimo Margiotta, нар. 27 липня 1977, Маракайбо) — венесуельський та італійський футболіст, що грав на позиції нападника. По завершенні ігрової кар'єри — спортивний функціонер.
Виступав, зокрема, за клуб «Пескара», а також національну збірну Венесуели.

## Клубна кар'єра
Народився і виріс Массімо Марджотта у Венесуелі в родині італійців. У віці 15 років перебрався до Італії в Раяно. 
У дорослому футболі дебютував 1994 року виступами за «Пескару» з Серії Б, в якій провів три сезони, взявши участь у 42 матчах чемпіонату.
1997 року перейшов у «Козенцу» з Серії С1, де за сезон забив 19 голів у 33 матчах, завдяки чому допоміг команді зайняти перше місце і вийти в Серію Б, крім того, Массімо став найкращим бомбардиром Серії С1 в тому сезоні. 
У першій половині сезону 1998/99 виступав за «Лечче», за яке забив 7 голів в 19 іграх Серії В. У січні 1999 року він був проданий в «Реджяну», також з Серії Б. У Емілії до кінця сезону забив 10 голів в 18 матчах, завдяки чому клуб уникнув вильоту в Серію С1.
Влітку 1999 року Марджотта став гравцем «Удінезе», у складі якого дебютував в Серії А 19 вересня 1999 в матчі проти «Ювентуса» (1:4). За два сезони за фріульців Массімо провів 38 матчів у чемпіонаті (7 голів), виходячи в основному на заміну або в матчах єврокубків, вигравши 2000 року Кубок Інтертото.
Влітку 2001 року перейшов на правах угоди спільного володіння до клубу Серії Б «Віченца», в якому за сезон забив 15 голів у 33 матчах, після чого гравець був повністю викуплений клубом, де і залишався до 2005 року, крім невеликого періоду з серпня 2003 по січнень 2004 року, коли гравець виступав на правах оренди за «Перуджу» у Серії А.
На початку сезону 2005/06 перейшов на правах оренди до кінця сезону в «П'яченцу» з Серії Б, де, однак, забив тільки чотири голи в 34 іграх чемпіонату.
В липні 2006 року футболіст повернувся до «Віченци», але відразу був відданий в оренду в «Фрозіноне», де він забив 11 голів у Серії Б, після чого клуб викупив контракт гравця. Через розслідування договірних матчів влітку 2007 року футболіст був відсторонений від футболу до 30 листопада. 
21 серпня 2008 року Марджотта повертається до «Віченци», підписавши дворічний контракт. В своєму другому приході в клуб з Венето Марджотта зіграв протягом двох сезонів в Серії Б 58 матчів і забив 5 голів, часто виходячи з лави запасних.
16 вересня 2010 року на правах вільного агента підписав контракт з клубом «Барлетта» з третього за рівнем дивізіону Італії, в якому і завершив професійну ігрову кар'єру в кінці сезону.

## Виступи за збірні
1995 року дебютував у складі юнацької збірної Італії, взяв участь у 4 іграх на юнацькому рівні, відзначившись 2 забитими голами.
Протягом 1998—2000 років залучався до складу молодіжної збірної Італії. На молодіжному рівні зіграв у 8 офіційних матчах, забив 1 гол.
У вересні 2000 року виступав за олімпійську збірну на футбольному турнірі Олімпіади 2000 року, де італійці вилетіли в чвертьфіналі.
У 2004 році ФІФА змінила свої правила, які дозволяють футболістам змінити представлені збірні, навіть після виступів за «молодіжки», якщо вони мають кілька громадянств. Завдяки цьому 19 лютого 2004 року Марджотта дебютував в офіційних іграх у складі національної збірної Венесуели в товариському матчі проти збірної Австралії (1:1).
У складі збірної був учасником розіграшу Кубка Америки 2004 року у Перу, на якому зіграв у трьох матчах і забив один гол.
Протягом кар'єри у національній команді, яка тривала усього 2 роки, провів у формі головної команди країни 11 матчів, забивши 2 голи.
| Дата       | Місто                       | Господарі | Результат | Гості     | Турнір                            | Голи | Примітки |
| ---------- | --------------------------- | --------- | --------- | --------- | --------------------------------- | ---- | -------- |
| 18/02/2004 | Каракас                     | Венесуела | 1 – 1     | Австралія | товариський матч                  | -    |          |
| 28/04/2004 | Кінгстон (Ямайка)           | Ямайка    | 2 – 1     | Венесуела | товариський матч                  | -    |          |
| 01/06/2004 | Сан-Кристобаль              | Венесуела | 0 – 1     | Чилі      | Відбір до ЧС 2006                 | -    |          |
| 06/06/2004 | Ліма                        | Перу      | 0 – 0     | Венесуела | Відбір до ЧС 2006                 | -    |          |
| 06/07/2004 | Ліма                        | Колумбія  | 1 – 0     | Венесуела | Копа Америка 2004 - груповий етап | -    |          |
| 09/07/2004 | Ліма                        | Перу      | 3 – 1     | Венесуела | Копа Америка 2004 - груповий етап | 1    |          |
| 12/07/2004 | Трухільйо                   | Венесуела | 1 – 1     | Болівія   | Копа Америка 2004 - груповий етап | -    |          |
| 18/08/2004 | Лас-Пальмас-де-Гран-Канарія | Іспанія   | 3 – 2     | Венесуела | товариський матч                  | -    |          |
| 09/10/2004 | Маракайбо                   | Венесуела | 2 – 5     | Бразилія  | Відбір до ЧС 2006                 | -    |          |
| 09/02/2005 | Маракайбо                   | Венесуела | 1 – 0     | Естонія   | товариський матч                  | 1    |          |
| 26/03/2005 | Маракайбо                   | Венесуела | 0 – 0     | Колумбія  | Відбір до ЧС 2006                 | -    |          |
| Усього     |                             | Матчів    | 11        |           | Голів                             | 2    |          |

## Титули і досягнення

### Командні
- Володар Кубка Інтертото (1):

«Удінезе»: 2000

### Особисті
- Найкращий бомбардир Серії C1 ): 1997–98 (19 голів, група Б)